# Vitbäcken
Vitbäcken, sam. Ávrásjjåhkå, vattendrag i Norrbottens län, Pite älvdal. Ett av de största vattendrag i Sverige som omnämns "bäck". Längd drygt 50 km. 
V. rinner upp väster sjön Auratjaure eller Ávrásjjávrre, drygt 10 km nordväst om Kåbdalis, nära Kronogård fjällurskog. Vitbäcken rinner förbi Vitberget och mynnar i Varjisån drygt 5 km ovanför Varjisåns utlopp i Piteälven.